# Jacquerie des gautiers
La jacquerie des gautiers est une révolte paysanne du XVIe siècle.
Elle se déroule dans le contexte des guerres de Religion au moment de la huitième guerre de religion (1588-1598) qui  fut appelée aussi la guerre des Trois Henri, alors que la situation économique est préoccupante. Elle tire son nom du village de La Chapelle-Gauthier dans le département actuel de l'Eure d'où la révolte partit en 1589, à la suite du viol d’une femme par un soldat. Les révoltés sont rejoints par les villageois des alentours et réunit 6 000 hommes. Elle est surtout antifiscale. 
Un dénommé Vaumartel en prend la tête mais le contrôle de la révolte est vite récupéré par les Ligueurs catholiques sous les ordres du Comte Charles de Cossé-Brissac, qui les envoie combattre les troupes royales de Montpensier qui assiègent Falaise (Calvados) tenue par les partisans du duc Henri Ier de Guise. Laissant Falaise, les troupes royales se portent à la rencontre de cette armée hétéroclite qui arrive et remportent la victoire. Cossé-Brissac se réfugie à Falaise alors que Vaumartel est tué. Le reste des troupes paysannes se dirige vers Vimoutiers, poursuivie par une partie de l'armée royale qui les extermine presque. En 1590, les survivants retournent à leur village en signant une promesse de ne plus prendre les armes.